# ノース・ダルリンプル (第9代ステア伯爵)
第9代ステア伯爵ノース・ハミルトン・ダルリンプル（英語: North Hamilton Dalrymple, 9th Earl of Stair、1776年 – 1864年11月9日）は、スコットランド貴族。

## 生涯
第4代準男爵サー・ジョン・ダルリンプル（1726年 – 1810年2月26日）と妻エリザベス（Elizabeth、旧姓ハミルトン＝マクギル（Hamilton-Makgill）、1737年11月28日洗礼 – 1829年5月4日、トマス・ハミルトン＝マクギルの娘）の六男として、1776年に生まれた。
志願兵として歩兵第24連隊に入隊、1806年のケープ植民地侵攻に参戦した。その後は正式にイギリス陸軍に従軍、軽竜騎兵第22連隊の大尉として辞令を受け、1810年2月24日に軽竜騎兵第25連隊に転じた。
1853年1月10日に兄にあたる第8代ステア伯爵ジョン・ハミルトン・ダルリンプルが死去すると、ステア伯爵位を継承した。
1864年11月9日にオクセンフォード城で死去、クランストン教会（Cranstoun Church）に埋葬された。長男ジョン・ハミルトンが爵位を継承した。

## 家族
1817年5月27日、マーガレット・ペニー（Margaret Penny、1828年4月22日没、ジェームズ・ペニーの末娘）と結婚、3男5女をもうけた。
- エリザベス・ハミルトン（1818年2月19日 – 1884年4月10日） - 生涯未婚[2]
- ジョン・ハミルトン（英語版）（1819年4月1日 – 1903年12月3日） - 第10代ステア伯爵[2]
- アン（1820年7月2日 – 1919年[4]） - 1845年5月22日、第8代準男爵サー・ジョン・ディック＝ローダー（英語版）（1867年3月23日没）と結婚、子供あり[2]
- ハリエット（1822年2月19日 – 1822年8月28日） - 夭折[2]
- アグネス（1823年2月14日 – 1900年7月17日） - 1848年4月4日、ジョン・モア・ニスベット（John More Nisbet、1904年1月29日没）と結婚、子供あり[2]
- ジェームズ・ジョンソン（1824年6月11日 – 1825年9月15日） - 夭折[2]
- ウィリアム（1825年10月26日 – 1826年6月20日） - 夭折[2]
- マーガレット・ペニー（Margaret Penny、1828年2月15日 – 1888年10月11日） - 1859年4月27日、アラン・マコノシー・ウェルウッド（Alan Maconochie Welwood、1885年5月29日没）と結婚、子供なし[2]

1831年3月23日、マーサ・ウィレット・ダルリンプル（Martha Willet Dalrymple、1859年6月5日没、ジョージ・ダルリンプル大佐の娘）と再婚、1男をもうけた。
- ジョージ・グレイ（George Grey、1832年5月22日 – 1900年11月30日） - 1853年11月10日、イリナ・アリス・ネイピア（Ellinor Alice Napier、1903年5月11日没、第9代ネイピア卿ウィリアム・ネイピア（英語版）の娘）と結婚、3男1女をもうけた[2]